# اچ‌ام‌اس بینفسن (۱۷۵۸)
اچ‌ام‌اس بینفسن (۱۷۵۸) (به انگلیسی: HMS Bienfaisant (1758)) یک کشتی است که طول آن ۱۵۳ فوت ۹ اینچ (۴۶٫۸۶ متر) می‌باشد. این کشتی در سال ۱۷۵۴ ساخته شد.

## جنگ های انقلاب فرانسه
در 23 نوامبر 1796، آلارم، به فرماندهی کاپیتان فلوئز، در حال عبور از گرانادا بود که با ناو اسپانیایی گاگول روبرو شد و او را دستگیر کرد. گالگو، از 18 اسلحه و 124 مرد، تحت فرمان دان باربر بود. او از پورتوریکو به ترینیدادا سفر می کرد و 80335 دلار و آذوقه برای دولت در ترینیدادا حمل می کرد. زنگ هشدار گالگو را به گرانادا برد. در سال 1796، آلارم بی طرفی ترینیداد را نقض کرده بود، بنابراین به اعلام جنگ اسپانیا در طرف فرانسه انقلابی کمک کرد. در فوریه 1797 آلارم در میان کشتی‌های ناوگان بریتانیایی بود که ترینیداد را تصرف کرد.